# Гиблин-Пик
Гиблин-Пик (англ. Giblin Peak) — гора в составе хребта (и национального парка) Бен-Ломонд. Расположена на северо-востоке штата Тасмания (Австралия), имеет высоту 1569 метров над уровнем моря, что делает её 3-й в списке высочайших гор Тасмании и 11-й в аналогичном списке для всей Австралии. Относительная высота вершины — 9 метров, топографическая изоляция — 0,34 километра.
Гиблин-Пик расположен в труднопроходимой малонаселённой части острова, поэтому впервые был исследован и покорён лишь в начале XX века. С 1905 по 1912 год офицер и орнитолог Уильям Винсент Легги (1841—1918) провёл масштабную экспедицию с целью изучения региона. В состав группы входил статистик-экономист Линдхёрст Гиблин (1872—1951), который покорил эту вершину (в составе группы), вычислил её точную высоту и назвал в честь своего отца, Уильма Гиблина (1840—1887), Премьера Тасмании с 1878 по 1884 год.